# Sylvie Droulans
Pour les articles homonymes, voir Johnson.
Sylvie Droulans est une essayiste, blogueuse et conférencière belge spécialiste du mode de vie « zéro déchet ».

## Biographie
Mariée et mère de famille, Sylvie Droulans est une essayiste, blogueuse et conférencière belge. S'inspirant des préceptes de la Franco-américaine Béa Johnson, et pionnière du mode de vie zéro déchet, elle tient un  blog intitulé Zéro Carabistouille, et elle est omniprésente sur les réseaux sociaux. Elle est également l'auteure de deux ouvrages sur ce thème, illustrés par Jean Bourguignon : Le zéro déchet sans complexes ! (2018) et Le zéro déchet - guide pratique pour toute la maison (2019). En 2021, elle monte un spectacle théâtral intitulé La revanche du Lombric sur le thème du zéro déchet à Bruxelles.

## Ouvrages
- Le zéro déchet sans complexes ! de Sylvie Droulans, dessin de Jean Bourguignon, Éditions Racine, 2018  (ISBN 978-2-390250319) [1],[2]
- Le zéro déchet - guide pratique pour toute la maison de Sylvie Droulans, dessin de Jean Bourguignon, Éditions Racine, 2019  (ISBN 978-2-390250821) [7]